# Great (1975)
Great ist ein britischer animierter Kurzfilm von Bob Godfrey aus dem Jahr 1975.

## Handlung
Im Jahr 1837 wurde Großbritannien im Zuge der Inthronisierung Königin Victorias zum ersten Mal als „Great“ ausgerufen. Als Team war Großbritannien auf allen Ebenen ungeschlagen, sei es Schriftstellerei (Charles Dickens), Sport (Cricket) oder im Bereich der Kolonialisierung. Oscar Wilde, der britische Löwe und Britannia mit der Englischen Bulldogge singen und tanzen zum Titel We’re victorious. Auch wenn Großbritannien zahlreiche große Männer hervorgebracht hat, ist Isambard Kingdom Brunel der größte, so erklärt ein Mann einem anderen auf Nachfrage, hat er doch unter anderem  das Eisenbahnsystem selbst revolutioniert. Zwar wird er von zahlreichen Personen kritisiert, doch bewundert die Königin seine Energie.
Im Jahr 1806 kam Brunel zur Welt. Er wuchs, aber nicht lange. Zeitgenossen galt er als verhältnismäßig klein, was Brunel durch seinen hohen Zylinder zu kompensieren versuchte. Er dirigiert mit seinem Gehstock den Titel Get a Big Top Hat, If You Want to Get Ahead.
Nach ersten Rückschlägen beim Bau des Thames Tunnels, in dem Königin Victoria mit ihrer Festgesellschaft speiste und prompt unter Wasser gesetzt wurde, nahm er an einem Wettbewerb teil, in dem der Siegerentwurf für eine Brücke gesucht wurde. Es folgt der Titel It Can’t Be Done seiner Kritiker, die den Entwurf wegen Instabilität und Preisintensität ablehnen. Brunel beginnt, sich für das Eisenbahnwesen zu begeistern, und baut die Eisenbahnlinie London–Bristol, auch wenn ihm vorhergesagt wird, dass er dies fachlich nicht könne. Er baut das Schienennetz der Great Western Railway und prophezeit, dass man noch in hundert Jahren von der Great Western Railway singen wird. Es werden Realfilmaufnahmen von alten, überwucherten Dampfloks gezeigt und das Lied GWR wird gesungen.
Es folgen zahlreiche Erfindungen Brunels und ein Lied, in dem aufgezählt wird, was er ausnahmsweise nicht erfunden, produziert oder entworfen hat, darunter das Auto, den Fotoapparat und die Sicherheitsnadel. Auf die vorwurfsvolle Frage, wie er denn eigentlich sein Leben vertrödelt hat, reagiert Brunel mürrisch.
Queen Victoria will wissen, was er als Nächstes bauen wird, und Brunel plant daraufhin, das größte existierende Schiff seiner Zeit zu bauen. Es entsteht die Great Eastern, die Gesprächsstoff für das ganze Land liefert, unter anderem da sie zu schwer ist, um wie geplant in See stechen zu können. Kurz vor der Jungfernfahrt erleidet Brunel einen Herzinfarkt, sodass die Great Eastern ohne ihn losfährt. Bei der Fahrt explodiert ein Dampfkessel. Obwohl man die Nachricht von Brunel fernhalten will, erfährt er davon und stirbt. Es gibt dennoch ein glückliches Ende: Die Great Eastern wird unter anderem von der Queen in einem letzten Lied als größtes Schiff gepriesen.

## Produktion

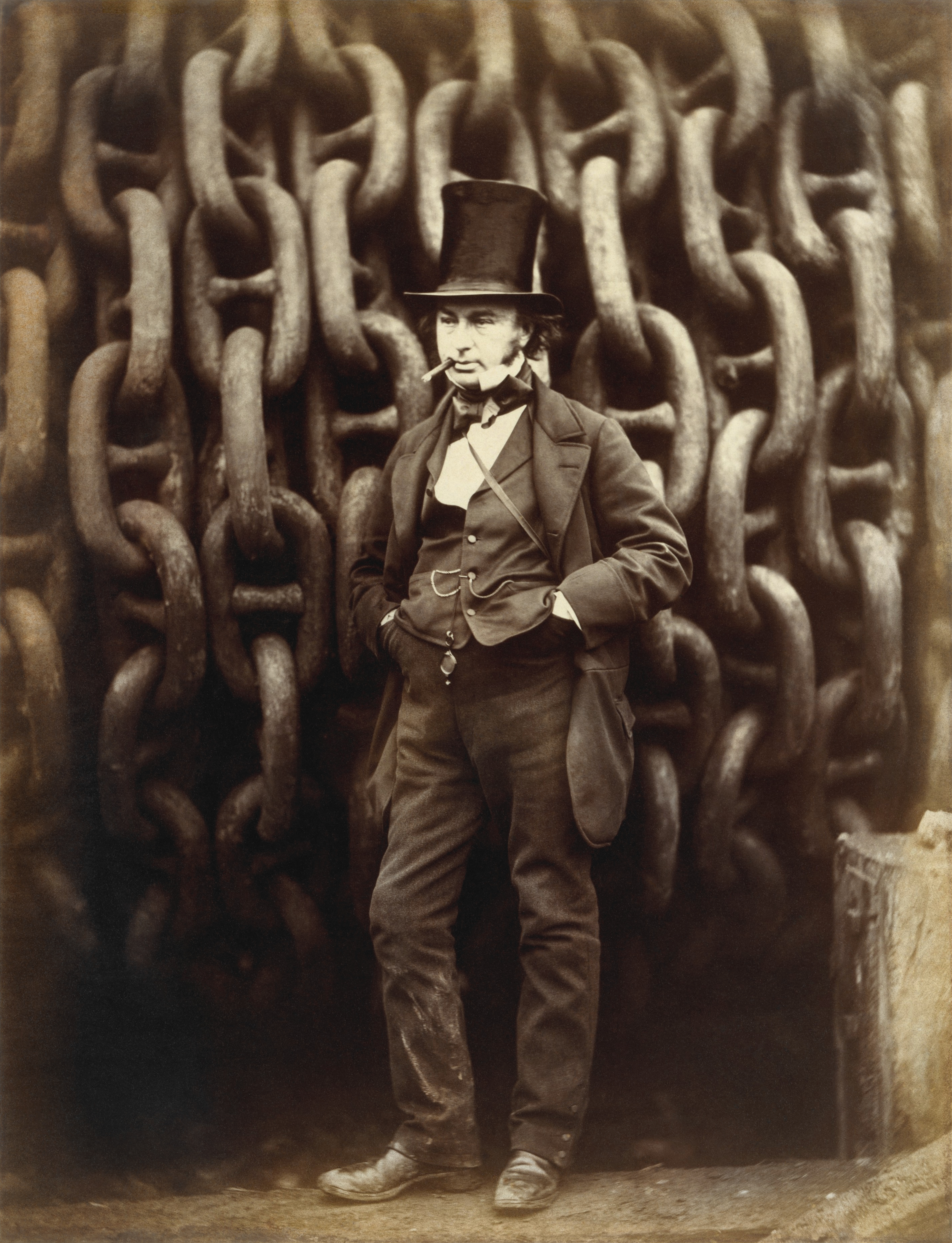
Das Leben Isambard Kingdom Brunels bildet die Grundlage des Films

Great kombiniert Animationssequenzen mit Originalfotos und Videomaterial. Der Film ist als Musical konzipiert und enthält zahlreiche Lieder. Grundlage bildet das Leben und Werken von Isambard Kingdom Brunel.

## Synchronisation
| Rolle                   | Originalsprecher |
| ----------------------- | ---------------- |
| Isambard Kingdom Brunel | Richard Briers   |
| Erzähler                | Harry Fowler     |
| Queen Victoria          | Barbara Moore    |

## Auszeichnungen
Great gewann 1976 den Oscar in der Kategorie „Bester animierter Kurzfilm“. Es war der erste britische Film, der in dieser Kategorie einen Oscar erhielt.
Im selben Jahr wurde Great mit einem BAFTA Award als bester animierter Film ausgezeichnet.